# Nefertiti

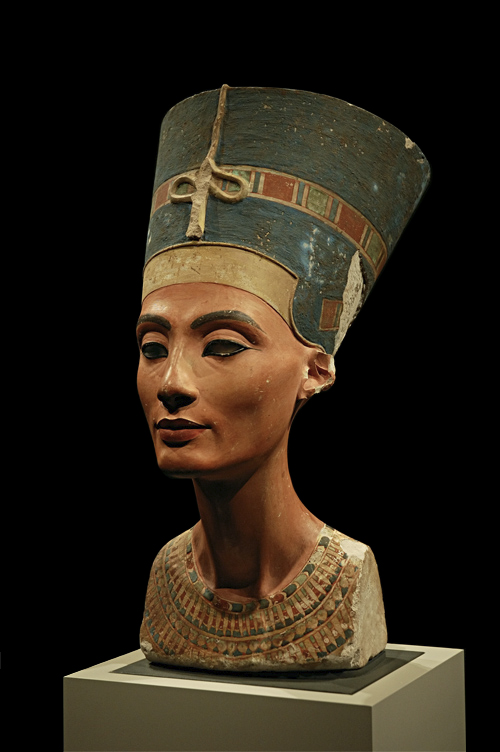
Nefertiti
Bustul, realizat din calcar în anul 1347 î.Hr., este expus la Berlin, în Neues Museum. El a fost descoperit în 1912 în sudul Egiptului de arheologul german Ludwig Borchardt.

Nefertiti (/ˌnɛfərˈtiːti/, numele egiptean însemnând „Frumoasa care, iată, vine”; n. 1370 î.Hr., Teba, Guvernoratul Qena, Egipt – d. 1330 î.Hr., Amarna, Al Minya, Egipt) a fost o regină a Egiptului antic din Dinastia a XVIII-a, „Marea soție” a faraonului Amenhotep al IV-lea, zis și Akhenaton. Ea a domnit aproximativ între 1379-1361 î.Hr., în vremea marii reforme religioase conduse de acest faraon, care a promovat cultul unic al discului solar, Aten. Ea a fost și soacra și, se pare, și mama vitregă a faraonului Tutankhamon.
Nefertiti a devenit cunoscută în secolul al XX-lea mai ales datorită bustului (protoma) ei, ajuns în colecția Muzeului egiptean din Berlin, și care face parte în prezent din Muzeul Nou. Bustul lui Nefertiti, în mai multe variante, a fost una din cele mai des copiate sculpturi dintre cele ce ne-au parvenit din Egiptul antic.
Titlurile reginei Nefertiti erau numeroase, de exemplu, la Karnak sunt inscripții în care este denumită „Moștenitoarea, cea mare în grații, cea plină de farmec, marea aducătoare de fericire, doamna gingășiei, foarte iubită, care liniștește inima regelui în casa sa, în toate dulce vorbitoare, Stăpâna Egiptului de Sus și de Jos, Marea Soție a regelui, care o iubește, Doamna celor două țări, Nefertiti”.

## Familia ei de origine
Identitatea părinților lui Nefertiti nu este știută cu siguranță, dar se presupune că este fiica lui Ay, care a urcat mai târziu pe tron ca faraon. O altă ipoteză a văzut în Nefertiti o prințesă cu numele Tadukhipa, din regatul Mitanni din Asia Anterioară, și care ar fi fost mai întâi căsătorită cu Amenhotep al III-lea, tatăl lui Amenhotep al IV-lea. Nu se știe anul când s-a măritat cu Amenhotep al IV-lea. Perechea regală a avut șase fiice:  
- Meritaten - din al doilea an
- Mektaten  - din al treilea an  (1349 î.H)
- Ankhesenamen sau Ankhesenpaaten, cunoscută și ca Ankhesenamen, viitoare regină - soție a lui

Tutankhamen  - din al patrulea an 
- Neferneferuaten Ta-sherit - din al șaselea an (1344 î.H)
- Neferneferure - din al 9 -lea an  (1341 î.H)
- Setepenre  - din al 11-lea an (1339 î.H)

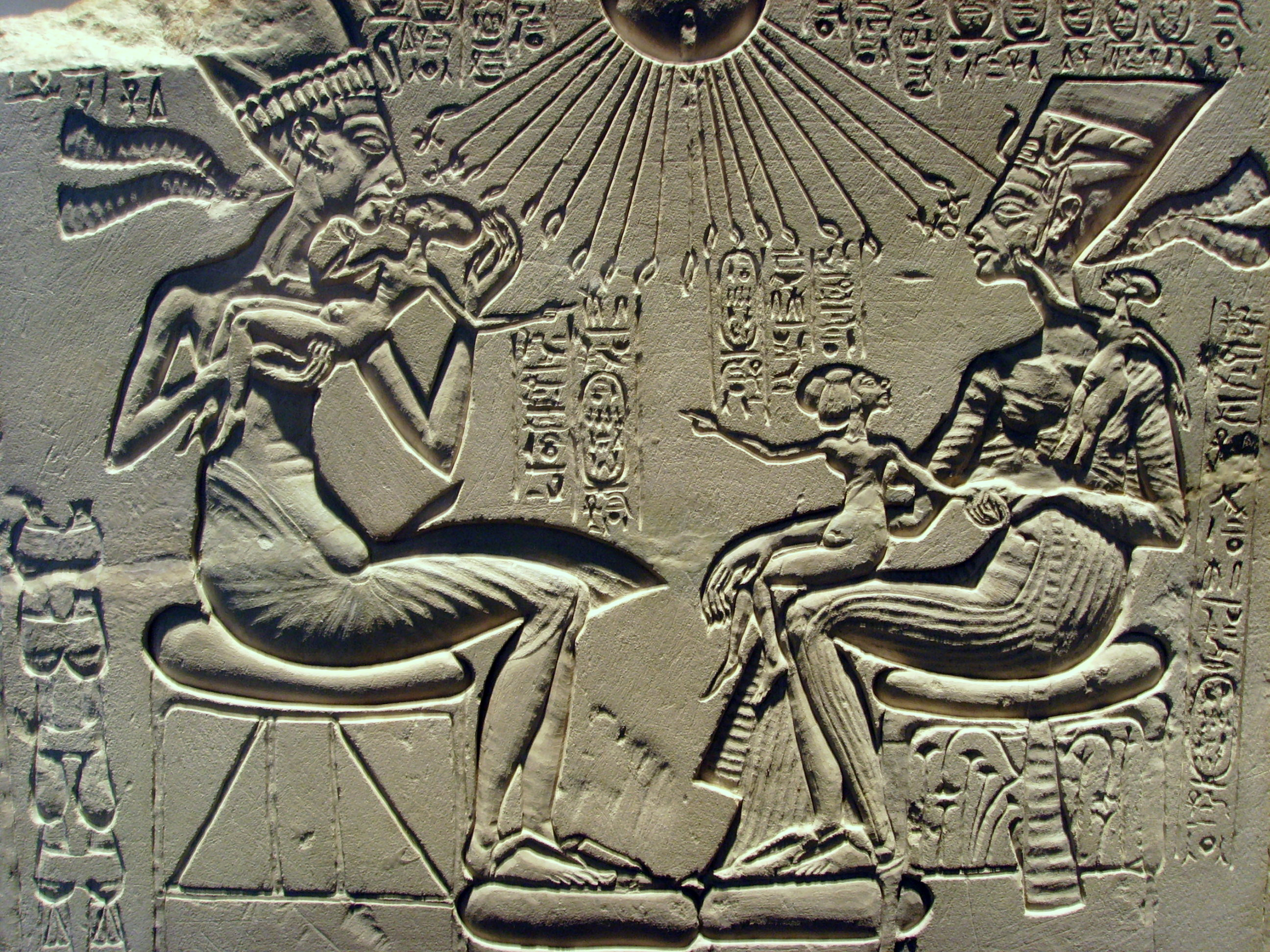
Un „altar casnic” cu imaginile lui Akhenaten, Nefertiti și a trei din fiicele lor; calcar; Noul Regat, perioada Amarna, a 18-a dinastie; c. 1350 BC - Colecția Ägyptisches Museum Berlin, Inv. 14145

## Domnia

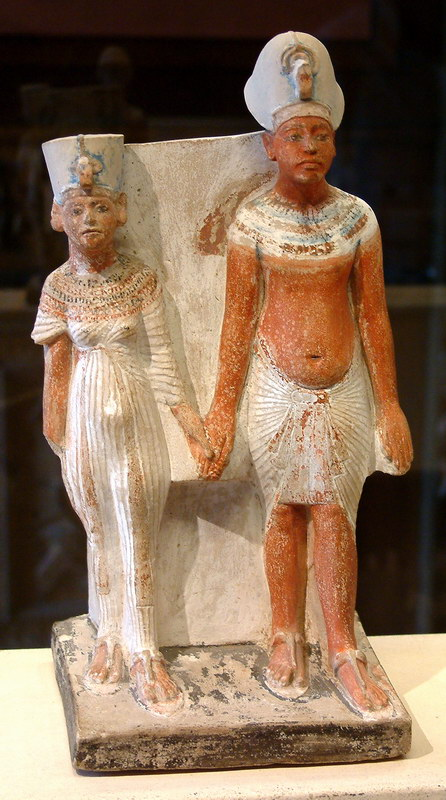
Akhenaten și Nefertiti,Luvru

În al patrulea an al domniei sale, 1346 î.Hr, Amenhotep al IV-lea a început să promoveze cultul lui Aten. Regele a condus o revoluție religioasă, în care Nefertiti a jucat un rol proeminent. Religia oficială a Egiptului antic a fost schimbată de la una politeistă într-una henoteistă. Acesta nu era un monoteism strict, deoarece nu nega existența altor zeități. În acel an se crede că a început și construirea noii capitale Akhetaten, în locul cunoscut astăzi ca Amarna. În al cincilea an de domnie, Amenhotep al IV-lea și-a schimbat în mod oficial numele în Akhenaten ca mărturie a noului cult religios în regat. Data la care s-ar fi petrecut acest eveniment se consideră a fi fost în jurul zilei de 2 ianuarie.  În al șaptelea an al domniei sale, Akhenaten a mutat capitala regală de la Waset (Teba) la Akhetaten (Amarna). Se consideră că lucrările de construire ale noii capitale, se crede, au mai continuat încă doi ani - până în anul 1341 î.H. Noul oraș a fost dedicat noii religii practicate de perechea regală. Se presupune că faimosul bust al lui Nefertiti a fost realizat în această perioadă.
Într-o inscripție datată prin estimare pe 21 noiembrie al anului al 12-lea (circa 1338 î.H), fiica lui Nefertiti, Meketaten, este menționată pentru ultima oară: probabil că a murit la scurt timp după această dată. Mărturii circumstanțiale - mai multe fragmente ushabti ale înmormântării reginei, aflate în prezent la Luvru și la Brooklyns Museum, arată că ea a decedat înaintea soțului ei, la Akhetaten.
.
Un relief de pe mormântul lui Akhenaten la Wadi-ul regal de la Amarna pare să descrie funeraliile ei. 
În vremea domniei soțului ei Akhetaten (și poate, și după aceea), Nefertiti a exercitat o putere fără precedent. Prin al 12 lea an al domniei lui, sunt mărturii că ea a fost ridicată la poziția de co-regentă,
 bucurându-se de puteri egale cu cele ale faraonului. Ea este arătată pe pereții templelor având aceleași dimensiuni ca regele, de asemenea, poate fi văzută slujind singură pe Aten. Mai mult, pe un alt relief din templul de la Amarna, ea apare zdrobind cu sceptrul un dușman străin, în fața lui Aten. Astfel de imagini erau în mod tradițional rezervate numai faraonului, și totuși Nefertiti a beneficiat de astfel de reprezentări (vezi relieful aflat la Muzeul de Arte Frumoase din Boston).

## Decesul lui Nefertiti
Prin anul al 14-lea al domniei lui Akhenaten (1336 î.H) Nefertiti dispare din documentele istorice. După această dată nu se mai vorbește de ea nimic. S-au emis diferite ipoteze în legatură cu soarta ei. Ar fi murit subit în urma unei epidemii ce lovise orașul ori de o altă cauză de moarte naturală. O altă teorie, care presupunea o cădere a ei în dizgrație, este astăzi afirmată, deoarece ștergerile deliberate de pe monumente ale unei regine-soții ale lui Akhenaten sunt astăzi demonstrate referindu-se la regina Kiya. Împrejurările dispariției lui Nefertiti sunt așadar pierdute în negura istoriei.
„Stela co-regenței ” (aflată la Muzeul Petrie din Londra) o arată, după cum se vede, având statut de coregenta alături de sotul ei, și s-ar putea ca ea a domnit și după moartea sa. Unii cercetatori cred că Nefertiti și-ar fi schimbat numele, mai întâi în Ankhkheperure Neferneferuaten, iar mai apoi în Ankhkheperure Smenkhkare și că ar fi domnit pentru scurtă vreme ca unică suverană, sub acest ultim nume.
Ei presupun și că, în calitatea ei de co-regentă și de succesoare a soțului ei, a încercat să ajungă la o reconciliere cu tabăra preoților zeului Amen și a celorlalți tradiționaliști. Nefertiti ar fi luat măsuri pentru a își pregăti urmașii - fiica, numită de acum înainte Ankhsenamun și fiul ei vitreg Tutankhamon - pentru perioada de după moartea ei. Aceștia  ar fi fost educați în spiritul religiei tradiționale a vechilor zei. După această teorie, după doi ani de domnie, lui Neferneferuaten i-a urmat pe tron Tutankhamon.
În februarie 2010 au fost publicate rezultatele unor teste DNA care au confirmat ca Tutankhamon era fiul lui Akhenaten. Tutankhamon era căsătorit cu fiica lui Nefertiti, Ankhesenpaaten. Noua pereche regală era tânără și neexperimentată, după toate estimările de vârstă făcute. Ankhesenpaaten era însărcinată cu doi feți feminini prematuri care s-au născut morți și ale căror mumii au fost găsite de Howard Carter în mormântul lui Tutankhamon. După unele teorii, Nefertiti ar fi fost, totuși, încă în viață și ar fi avut o influență asupra tânărului cuplu regal. Daca era așa, această influență și probabil și viața lui Nefertiti s-au încheiat în al treilea an de domnie a lui Tutankhamon (1331 î.H.). În acel an Tutankhaten și-a schimbat numele în Tutankhamon. Ceea a dovedit întoarcerea sa la cultul oficial tradițional al lui Amon. El a părăsit și Akhetaten (Amarna) pentru a se întoarce în vechea capitală Waset (Teba).
Așa cum indică și identificările diverse dintre Tadukhipa, Nefertiti, Smenkhkare și Kiya, documentarea vremii și vieților lor e în mare măsură incompletă. Și în ceea ce privește locul, rămas necunoscut, în care a fost înmormântată Nefertiti, s-au elaborat numeroase ipoteze. Viitoare descoperiri arheologice și cercetări istorice vor conduce, poate, la noi teorii în legătură cu Nefertiti și dispariția ei precipitată din scena publică.

## Nefertiti și modernitatea
După Cleopatra, Nefertiti a ajuns să fie regina egipteană cea mai renumită în constiința occidentală și e calificată adesea drept „cea mai frumoasă femeie din lume".